# Campeonato Europeu de Atletismo em Pista Coberta de 2023 - 3000 m feminino
A prova dos 3000 metros feminino do Campeonato Europeu de Atletismo em Pista Coberta de 2023 foi disputada entre nos dias 2 e 3 de março  de 2023 na Ataköy Athletics Arena, em Istambul, na Turquia.

## Recordes
Antes desta competição, os recordes mundiais e do campeonato nesta prova eram os seguintes:
|                       | Nome           | Nacionalidade | Tempo     | Local     | Data                   |
| --------------------- | -------------- | ------------- | --------- | --------- | ---------------------- |
| Recorde mundial       | Genzebe Dibaba | Etiópia       | 8m 16s 60 | Estocolmo | 6 de fevereiro de 2014 |
| Recorde europeu       | Laura Muir     | Reino Unido   | 8m 26s 41 | Karlsruhe | 4 de fevereiro de 2017 |
| Recorde do campeonato | Laura Muir     | Reino Unido   | 8m 30s 61 | Glasgow   | 1 de março de 2019     |

## Medalhistas
| Ouro              | Prata                         | Bronze                        |
| Hanna Klein (GER) | Konstanze Klosterhalfen (GER) | Melissa Courtney-Bryant (GBR) |

## Cronograma
Todos os horários são locais (UTC +3).
| Data       | Hora  | Evento  |
| ---------- | ----- | ------- |
| 2 de março | 20:30 | Bateria |
| 3 de março | 20:18 | Final   |

## Resultados

### Bateria
Qualificação: 6 atletas de cada bateria (Q) mais os 3 melhores qualificados (q).
| Posição | Bateria | Atleta                  | Nacionalidade | Tempo   | Notas                |
| ------- | ------- | ----------------------- | ------------- | ------- | -------------------- |
| 1       | 1       | Konstanze Klosterhalfen | Alemanha      | 8:53.50 | Q                    |
| 2       | 1       | Camilla Richardsson     | Finlândia     | 8:53.60 | Q,                   |
| 3       | 1       | Hannah Nuttall          | Grã-Bretanha  | 8:53.72 | Q                    |
| 4       | 1       | Ludovica Cavalli        | Itália        | 8:54.40 | Q                    |
| 5       | 1       | Maruša Mišmaš-Zrimšek   | Eslovênia     | 8:56.71 | Q                    |
| 6       | 1       | Marta Pérez             | Espanha       | 8:56.82 | Q                    |
| 7       | 2       | Hanna Klein             | Alemanha      | 8:59.28 | Q                    |
| 8       | 2       | Nadia Battocletti       | Itália        | 8:59.65 | Q                    |
| 9       | 2       | Maureen Koster          | Países Baixos | 9:00.33 | Q                    |
| 10      | 2       | Melissa Courtney-Bryant | Grã-Bretanha  | 9:00.40 | Q                    |
| 11      | 2       | Agate Caune             | Letônia       | 9:01.33 | Q                    |
| 12      | 2       | Yasemin Can             | Turquia       | 9:01.34 | Q,                   |
| 13      | 1       | Emine Hatun Mechaal     | Turquia       | 9:03.03 | q,                   |
| 14      | 2       | Marta García            | Espanha       | 9:06.14 | q                    |
| 15      | 1       | Mariana Machado         | Portugal      | 9:07.78 | q                    |
| 16      | 2       | Leila Hadji             | França        | 9:12.53 |                      |
| 17      | 1       | Nanna Bové              | Dinamarca     | 9:13.65 |                      |
| 18      | 2       | Micol Majori            | Itália        | 9:16.40 | Recorde da temporada |
| 19      | 2       | Lilla Böhm              | Hungria       | 9:18.93 | Recorde pessoal      |
| 20      | 2       | Anastasia Marinakou     | Grécia        | 9:22.35 |                      |
| 21      | 1       | Ine Bakken              | Noruega       | 9:25.12 | Recorde pessoal      |
| 22      | 2       | Gresa Bakraçi           | Kosovo        | 9:36.96 | Recorde nacional     |
| 23      | 1       | Sara Christiansson      | Suécia        | DNF     |                      |

### Final
A final aconteceu às 20:18 no dia 3 de março de 2023.
| Posição           | Atleta                  | Nacionalidade | Tempo   | Notas                |
| ----------------- | ----------------------- | ------------- | ------- | -------------------- |
| Medalha de ouro   | Hanna Klein             | Alemanha      | 8:35.87 | Recorde pessoal      |
| Medalha de prata  | Konstanze Klosterhalfen | Alemanha      | 8:36.50 |                      |
| Medalha de bronze | Melissa Courtney-Bryant | Grã-Bretanha  | 8:41.19 |                      |
| 4                 | Nadia Battocletti       | Itália        | 8:44.96 | Recorde da temporada |
| 5                 | Hannah Nuttall          | Grã-Bretanha  | 8:46.30 | Recorde pessoal      |
| 6                 | Maureen Koster          | Países Baixos | 8:47.17 | Recorde da temporada |
| 7                 | Marta Pérez             | Espanha       | 8:49.19 |                      |
| 8                 | Maruša Mišmaš-Zrimšek   | Eslovênia     | 8:49.98 |                      |
| 9                 | Ludovica Cavalli        | Itália        | 8:53.97 |                      |
| 10                | Marta García            | Espanha       | 8:54.92 |                      |
| 11                | Agate Caune             | Letônia       | 8:56.88 | EU20L                |
| 12                | Camilla Richardsson     | Finlândia     | 8:57.13 |                      |
| 13                | Emine Hatun Mechaal     | Turquia       | 9:22.12 |                      |
|                   | Yasemin Can             | Turquia       | DNF     |                      |
|                   | Mariana Machado         | Portugal      | DNF     |                      |

Legenda
| Recorde mundial       | Recorde mundial (World record)               |                       | Recorde africano                      | Recorde africano (African) |                                           | Q | Classificado por posição (Qualified) |
| Recorde do campeonato | Recorde do campeonato (Championship record)  | Recorde da América    | Recorde da América (Americas)         | q                          | Classificado por melhor tempo (Qualified) |   |                                      |
| Melhor marca do ano   | Melhor marca do ano (World leading)          | Recorde asiático      | Recorde asiático (Asian)              | DNS                        | Não largou (Did not start)                |   |                                      |
| Recorde nacional      | Recorde nacional (National record)           | Recorde europeu       | Recorde europeu (European)            | DNF                        | Não terminou (Did not finish)             |   |                                      |
| Recorde pessoal       | Recorde pessoal do atleta (Personal best)    | Recorde da Oceania    | Recorde da Oceania (Oceania)          | DSQ / DQ                   | Desclassificado (Disqualified)            |   |                                      |
| Recorde da temporada  | Recorde da temporada do atleta (Season best) | Recorde sul-americano | Recorde sul-americano (South America) | NM                         | Sem marca (No mark)                       |   |                                      |